# La Chapelle-de-la-Tour
La Chapelle-de-la-Tour là một xã thuộc tỉnh Isère, vùng Rhône-Alpes đông nam nước Pháp. Xã này nằm ở khu vực có độ cao từ 375-452 mét trên mực nước biển.